# Єлизавета Августа Зульцбаська
Єлизавета Августа Зульцбахська, повне ім'я  Єлизавета Марія Алоїза Августа Пфальц-Зульцбахська (нім. Elisabeth Marie Aloise Auguste von Pfalz-Sulzbach; 1721—1794) — пфальцграфиня Зульцбаська, в шлюбі — курфюрстіна Баварії, донька Йозефа Карла Зульцбаського та Єлизавети Нойбурзької, дружина  Карла Теодора Баварського.

## Біографія

### Дитячі роки
Єлизавета Августа народилась 17 січня 1721 року в родині Йозефа Карла Зульцбаського, старшого сина правлячого герцога Теодора Есташа, та його дружини Єлизавети Нойбурзької. Стала першою дитиною подружжя, що вижила. Згодом народилися дві сестри — Марія Анна та Марія Франциска. Брат помер у трирічному віці. Мати померла пологами, коли дівчинці виповнилося сім. Через рік пішов з життя і батько. Сестри виховувалися при дворі дідуся Теодора Есташа, а згодом — дядька Йоганна Крістіана.

### Шлюбне життя
На свій 21-й день народження Єлизавета Августа вступила в шлюб з кузеном Карлом Теодором, сином Йоганна Крістіана, молодшим на чотири роки. Весілля у Мангаймі влаштували подвійне. Її сестра Марія Анна тоді ж пошлюбилася із принцом Клеменсом Баварським. У тому ж році Карл Теодор став курфюрстом Пфальца, пфальцграфом Нойбургу та герцогом Юліха та Бергу.

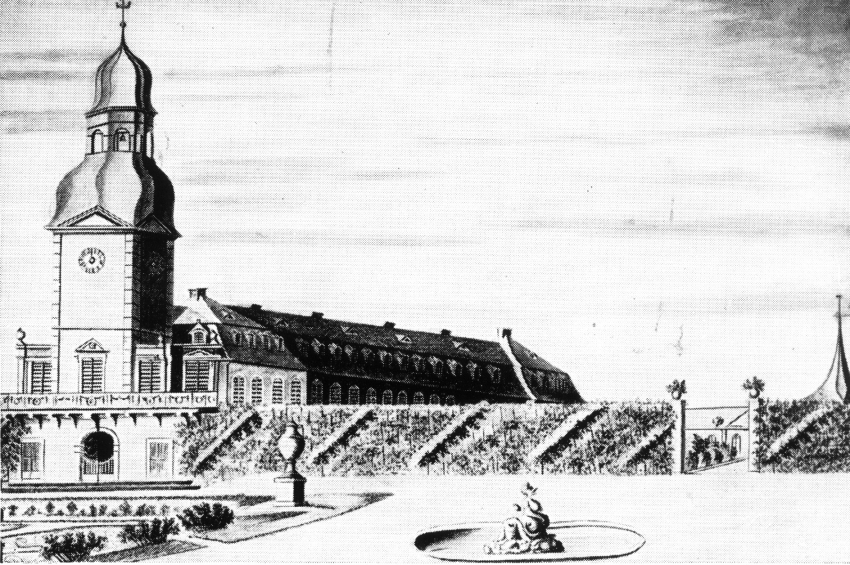
Замок Огерсгайм

Шлюб виявився невдалим. 28 червня 1762 року Єлизавета народила лише одного сина, Франца Людвіга, що помер наступного дня після народження. З того часу подружжя, в основному, жило нарізно. І Єлизавета, і Карл Теодор мали коханців, але розлучення не вимагали. Єлизавета обрала собі за резиденцію замок Огерсгайм. Спочатку вона проводила там лише літні місяці, а згодом все більше часу, зробивши замок осередком науки та мистецтва. Там проводилися різноманітні фестивалі, ставилися музичні та театральні постановки. Коли Карл Теодор 1777 року став курфюрстом Баварії і незабаром переніс свою резиденцю до Мюнхена, Єлизавета залишилася в Огерсгаймі. Він ще певний час ще продовжував зберігати економічну незалежність від монаршого двору.
У цьому замку Єлизавета проводила більшість часу аж до 1793 року, доки французькі революційні війська не увійшли в Пфальц. Тоді курфюрстіна перебралася до Вайнхайму. Захоплений французами замок майже повністю згорів. Вцілілі будівлі згодом теж були зруйновані, лише 1980 року на місці Огерсгайму була збудована нова католицька церква.
Єлизавета померла 17 серпня 1794 у віці 73 років. Похована була у Мюнхені.

## Галерея

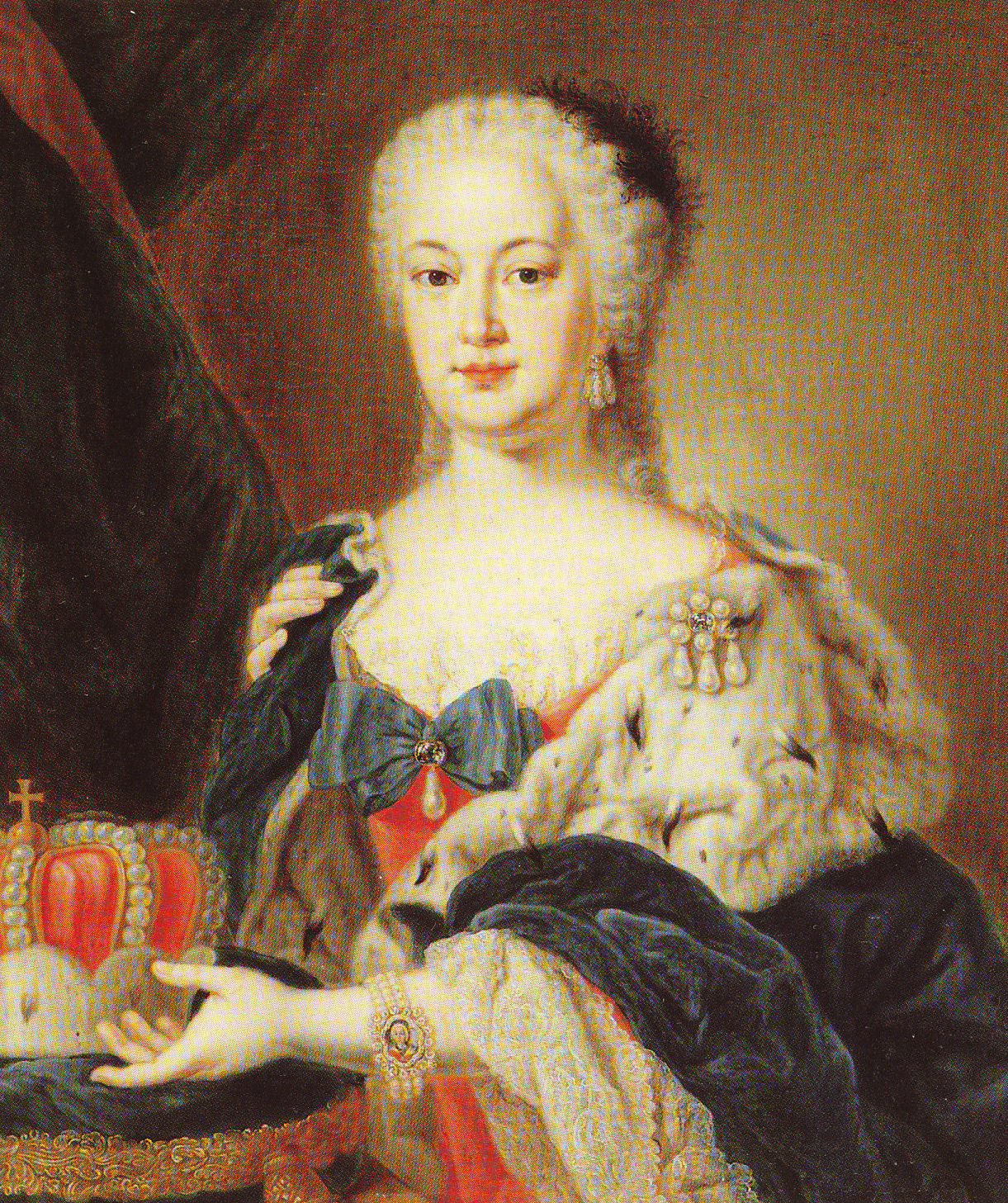
Єлизавета на портреті Безольда
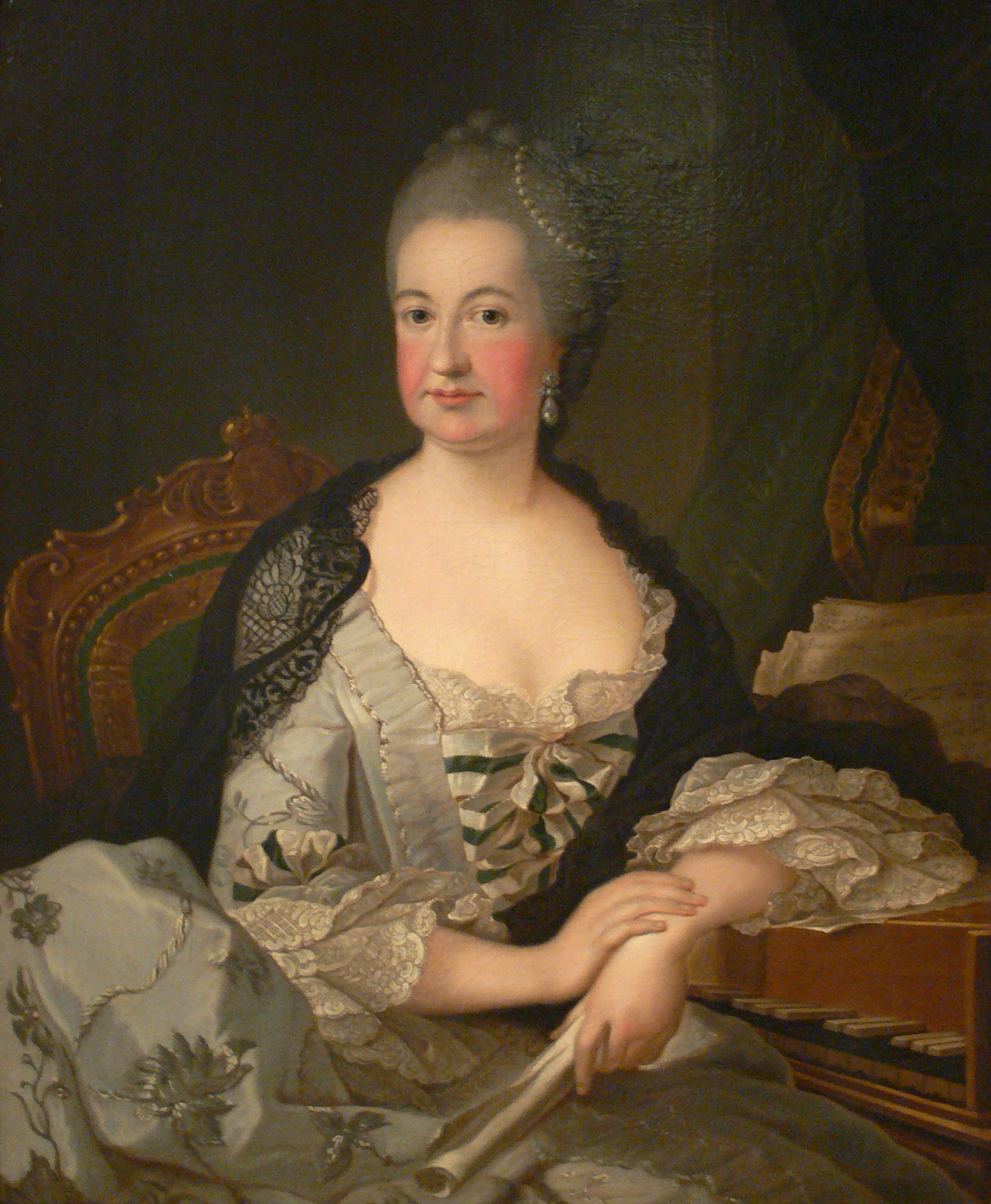
Курфюрстіна Єлизавета. Портрет Тішбейна
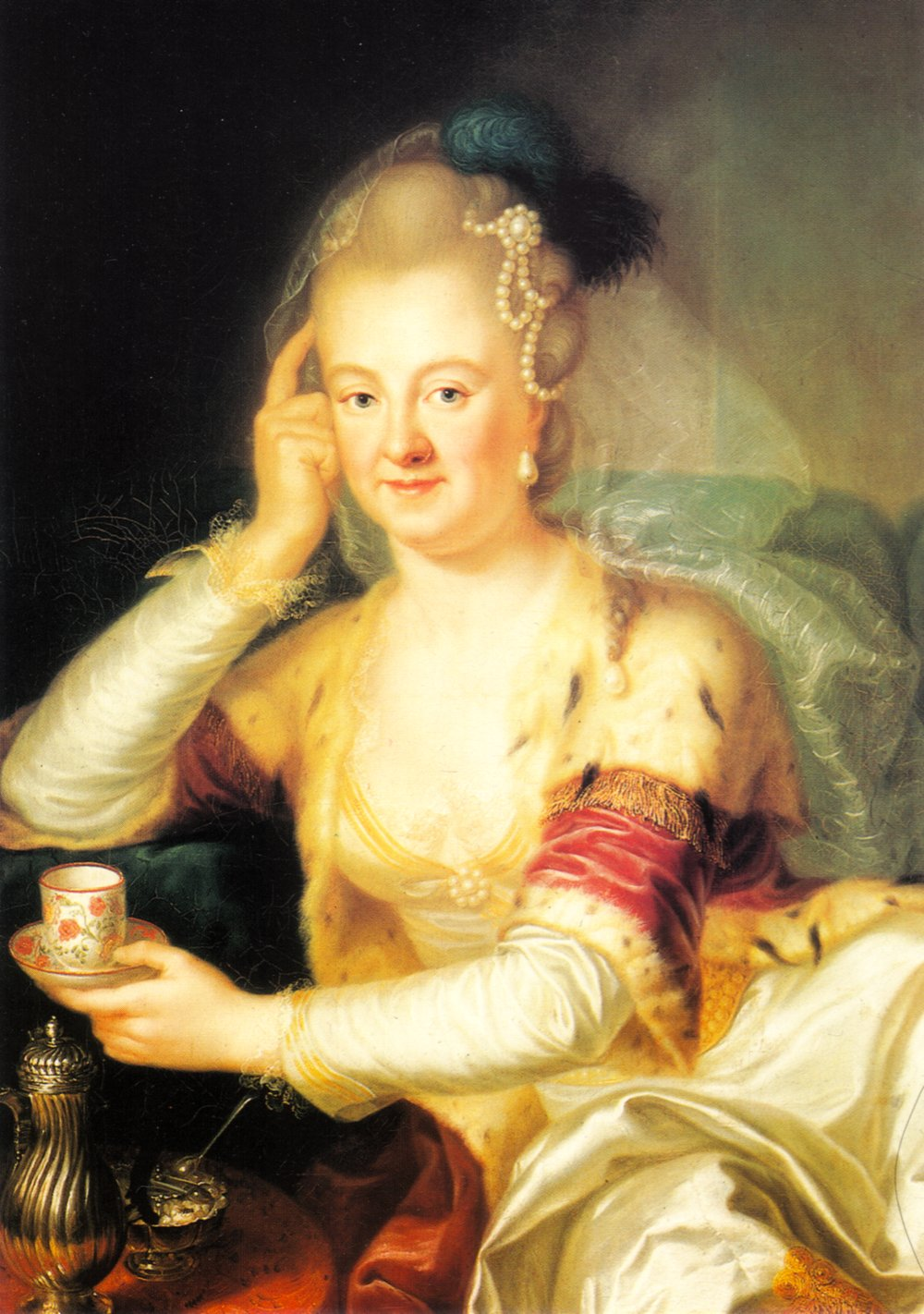
Курфюрстіна. Портрет Брандта.
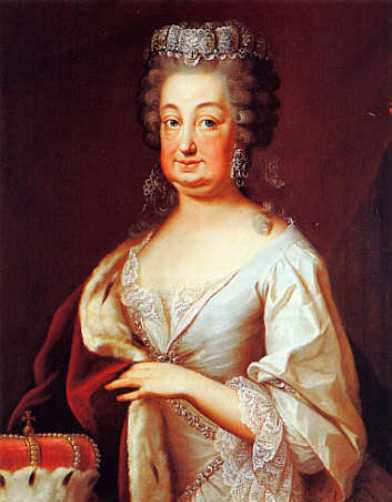
Єлизавета Августа. Невідомий маляр
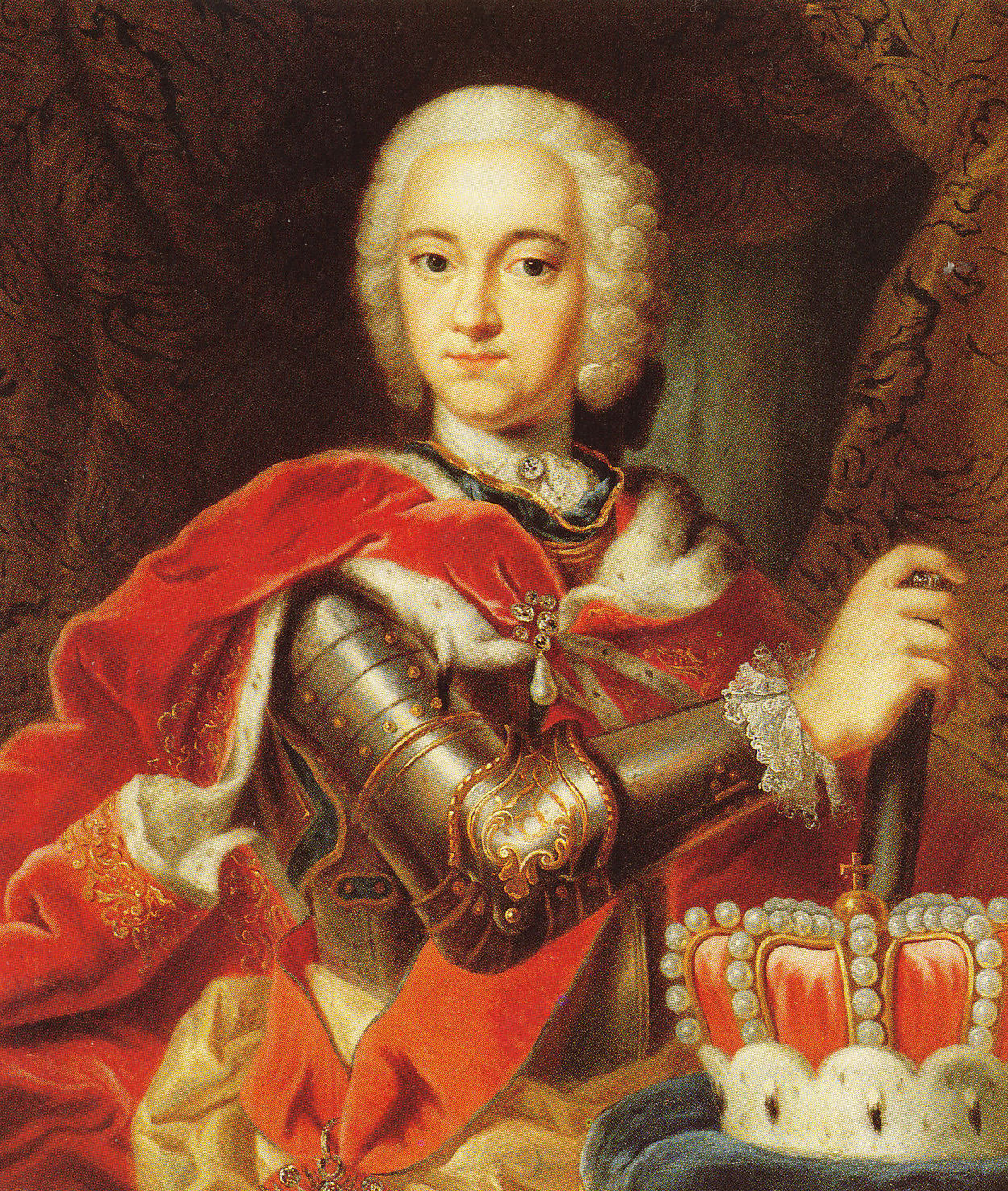
Карл Теодор (1744)
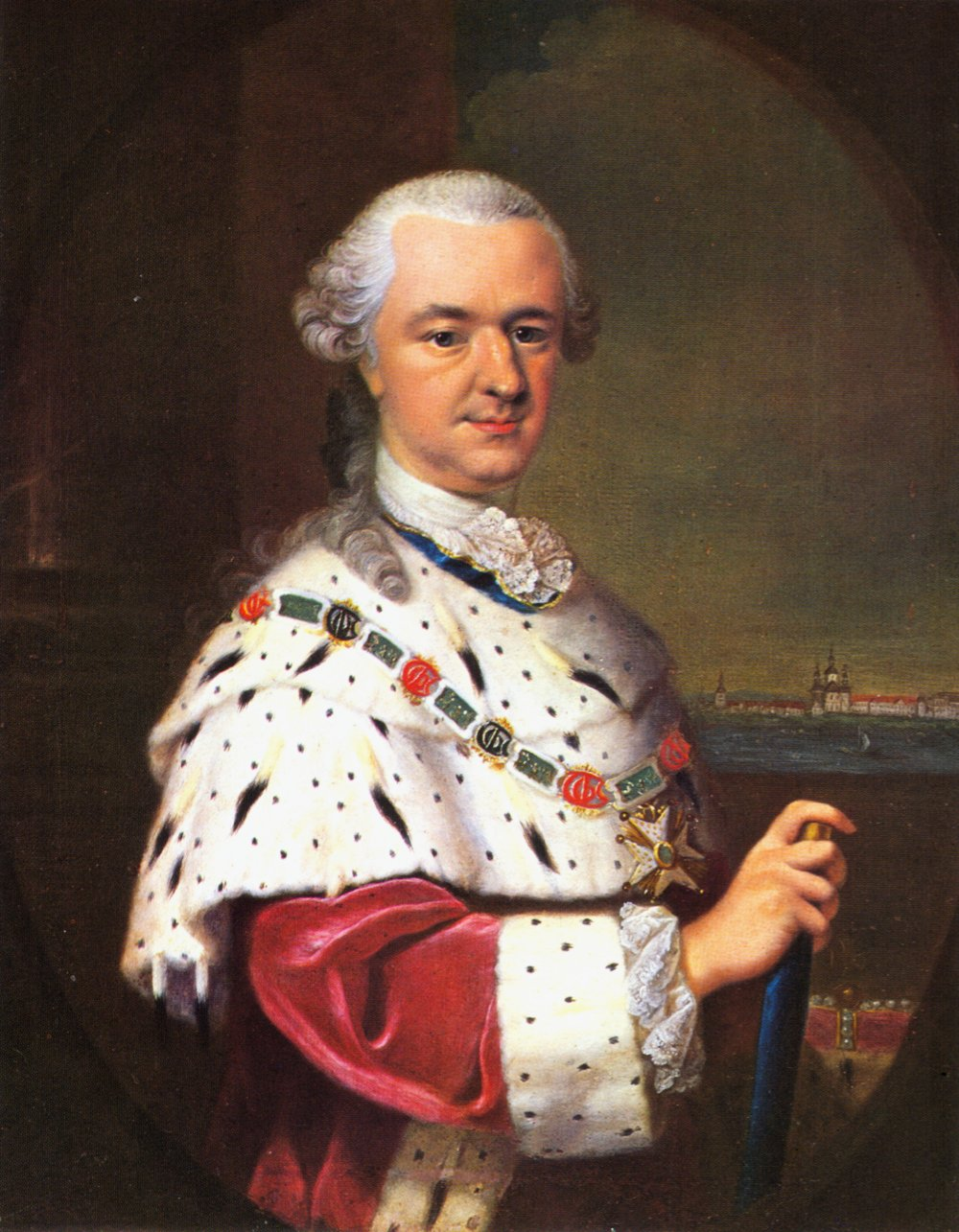
Карл Теодор у зрілому віці